# Grupo Tierra Trivium
Grupo Tierra Trivium (fundada como Tierra Editorial, el 1 de septiembre de 2017 en Moralzarzal, Madrid, España) es un grupo editorial que auna la publicación de libros con la formación de futuros escritores y la difusión de la literatura. 

## Reseña biográfica
El Grupo Tierra Trivium nace en septiembre de 2017 bajo el nombre de Tierra Editorial de la mano de Jimena Tierra, Albahaca Martín y Nona Escofet, con la premisa de ser la editorial que les hubiese gustado encontrar en el sector editorial. Para completar los servicios de la editorial se desarrollaron el Club de Lectura Internacional Caleidoscópico (CLIC) que coordina Albahaca Martín y una serie de talleres literarios (el primero de ellos dirigido por Rafa Caunedo) que dieron origen a lo que actualmente se denomina a la Academia Tierra. Al cabo de unos meses se crea la marca Grupo Tierra Trivium que engloba a Tierra Editorial, CLIC, la Academia Tierra, la Revista Tierra y la Librería Tierra. 

## Eventos literarios
En noviembre de 2017 Jimena Tierra, en representación de la editorial, participa en el HispaCon con la conferencia Futuro en Tinieblas
Durante 2018, la editorial ha estado presente en las ferias del libro de Parla, de San Lorenzo de El Escorial, de Alpedrete, de Alcalá de Henares, de Tres Cantos, de Murcia. También ha contado con representación en Sant Jordi, en los festivales de Guadalajara en negro, Cartagena Negra, Escritores inclasificables e HispaCon 2018. 
Sus autores y colaboradores han sido jurados literarios en las ediciones de 2018 de los premios Doris Lessing y Rafael Morales de La Universidad Carlos III de Madrid y del certamen Don Manuel del ayuntamiento de Moralzarzal.

## Revista Tierra
Blog integrado en la web del Grupo Tierra Trivium en el que cada día de la semana un colaborador de la editorial publica entrevistas, relatos, reflexiones al estilo de las columnas de opinión de la prensa escrita.

## CLIC
El 1 de septiembre de 2017 se realiza el primer CLIC (Club de Lectura Internacional Caleidoscopio) con la participación de Juan Manuel Sánchez Moreno autor del libro Luces que parpadean. Al que le siguieron, durante la temporada 2017-2018, Juan Jacinto Muñoz Rengel, Marcelo Luján, Rosario Curiel o Carlos Augusto Casas, entre otros autores.
Las sesiones del club de lectura se realizan de forma virtual mediante el empleo de un formato de webinario, permitiendo conectar a los autores con sus lectores sin que las distancias sean obstáculo.

## Academia Tierra
Conjunto de talleres organizados por el Grupo Tierra Trivium mediante el formato de webinario de distintas temáticas y que han sido impartidos por Rafa Caunedo, Nona Escofet, Carlos Augusto Casas, Juan Ramón Biedma o Quela Font entre otros.

## Librería Tierra
Tienda online del Grupo Tierra Trivium, en la que encontrar las novedades de la editorial y otros títulos que comparten el ideario del Grupo Tierra Trivium.